# Nærøy
Nærøy est une ancienne commune norvégienne située dans le comté de Trøndelag, dont le centre administratif était Kolvereid. Depuis le 1er janvier 2020, elle fait partie de la commune de Nærøysund.

## Géographie
La commune s'étendait sur un territoire de 1 067,54 km2 qui comprenait une partie continentale à l'est, prolongée à l'ouest par la péninsule de Kvingla. 

## Histoire
La commune est créée le 1er janvier 1838. Elle fusionne le 1er janvier 1964 avec  Kolvereid, Gravvik et la plus grande partie de Foldereid. Elle fait partie du comté de Nord-Trøndelag puis de celui de Trøndelag à partir du 1er janvier 2018. Enfin le 1er janvier 2020, elle fusionne avec sa voisine Vikna pour former la nouvelle commune de Nærøysund.